# Balue (peuple)
Pour les articles homonymes, voir Balue.
Les Balue sont une population du Cameroun, vivant principalement dans une vingtaine de villages de la région du Sud-Ouest, dans le département du Ndian, particulièrement dans les arrondissements de Dikome-Balue et Ekondo-Titi. Ils font partie du groupe Oroko.

## Population
Lors du recensement de 1987, on a dénombré 15 545 personnes dans ces localités. Une estimation de 2000 a porté ce chiffre à 21 979.

## Langue
Ils parlent le balue (ou barue, lue, lolue), un dialecte de l'oroko.

## Villages
L'identification des localités varie selon les sources. Les Balue sont présents notamment dans les villages suivants :
- Bafaka
- Bekatako
- Betenge
- Bisoro
- Bona
- Bonji
- Bosunga
- Diboki
- Dipenda
- Dikome-Balue
- Ebobe
- Ekwe
- Iribanyange (dans Ekondo-Titi)
- Itende
- Kitta
- Kotto
- Kumbe Balue
- Masore
- Mbombe Balue (dans Dikome-Balue)
- Mekoma (dans Dikome-Balue)
- Mofako Balue
- Mbange ?
- Merendi ?
- Munyenge (Ngwenge)
- Nalende
- Ndonono
- New Difenda ?
- Ngolo Metoko (dans Ekondo-Titi)
- Nyange Nene
- Pondo Balue
- Weme